# Rhinocéros (film)
Pour plus de détails, voir Fiche technique et Distribution.
Rhinocéros (Rhinoceros) est un film britannico-canado-américain réalisé par Tom O'Horgan, sorti en 1974.

## Fiche technique
- Titre original : Rhinoceros
- Titre français : Rhinocéros
- Réalisation : Tom O'Horgan
- Scénario : Julian Barry d'après Rhinocéros d'Eugène Ionesco
- Photographie : James Crabe
- Musique : Galt MacDermot
- Pays d'origine :  États-Unis /  Royaume-Uni /  Canada
- Langue : anglais
- Format :
- Genre : Comédie dramatique, Fantasy
- Durée : 104 minutes
- Dates de sortie : 
  - États-Unis : 21 janvier 1974

## Distribution
- Zero Mostel : John
- Gene Wilder : Stanley
- Karen Black : Daisy
- Joe Silver : Norman
- Robert Weil : Carl
- Marilyn Chris (en) : Mme Bingham
- Percy Rodriguez : Mr Nicholson
- Lou Cutell : Caissier
- Howard Morton : Docteur
- Anne Ramsey : Femme au chat
- Don Calfa : Serveur
- Lorna Thayer (en) : la propriétaire du restaurant